# Marxmühle (Katzenfurt)

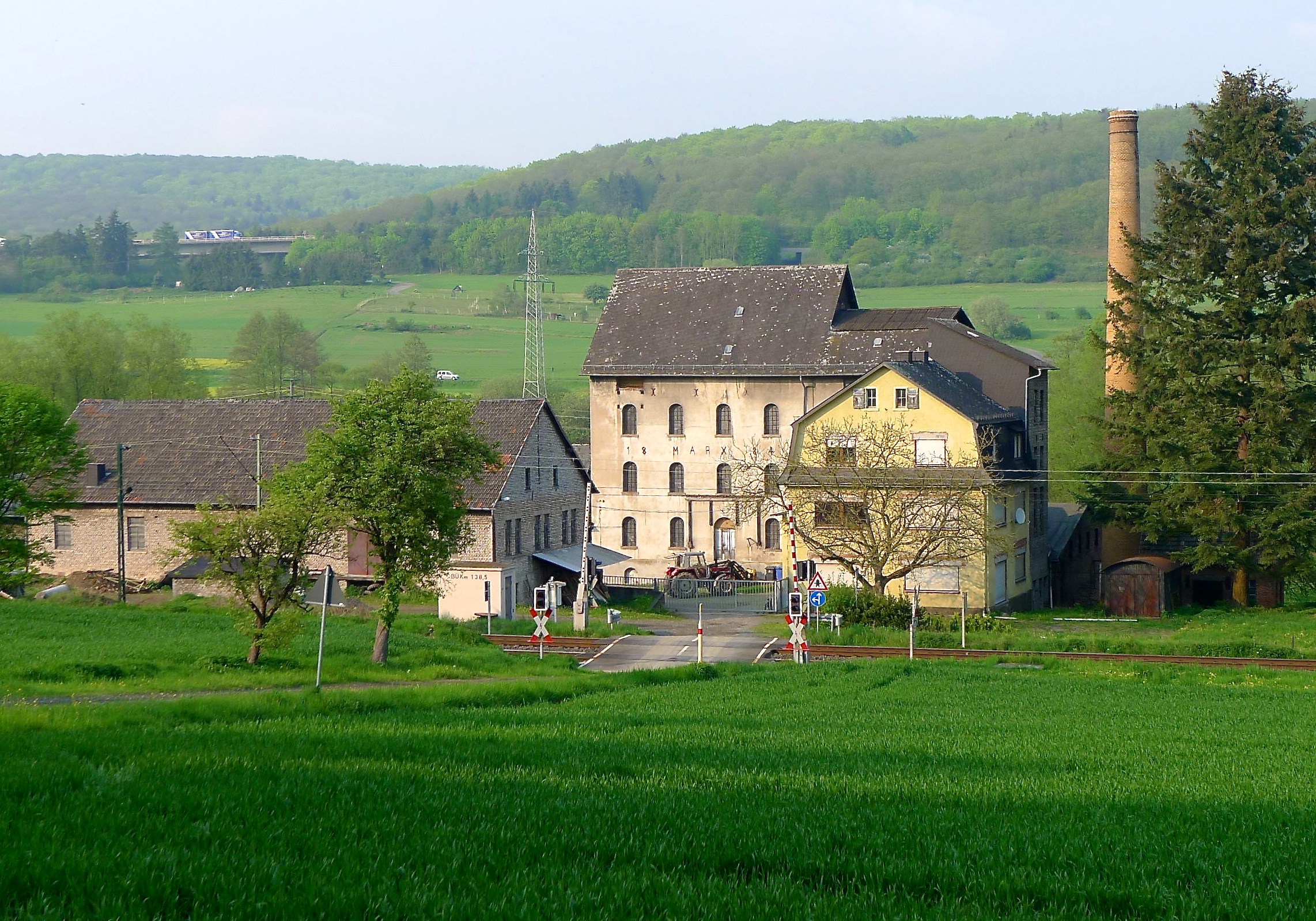
Marxmühle bei Katzenfurt Gesamtansicht

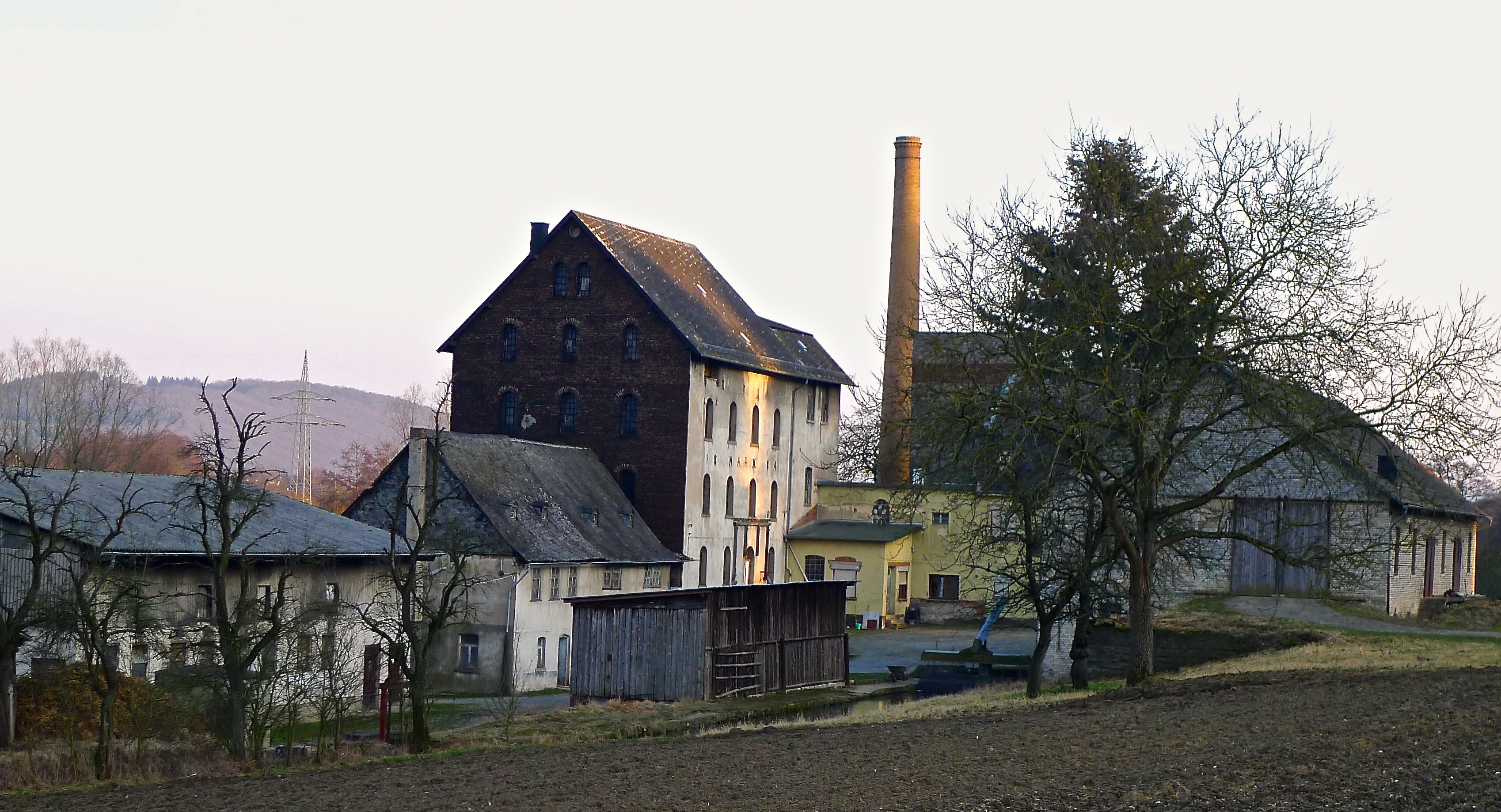
Marxmühle – Gesamtanlage

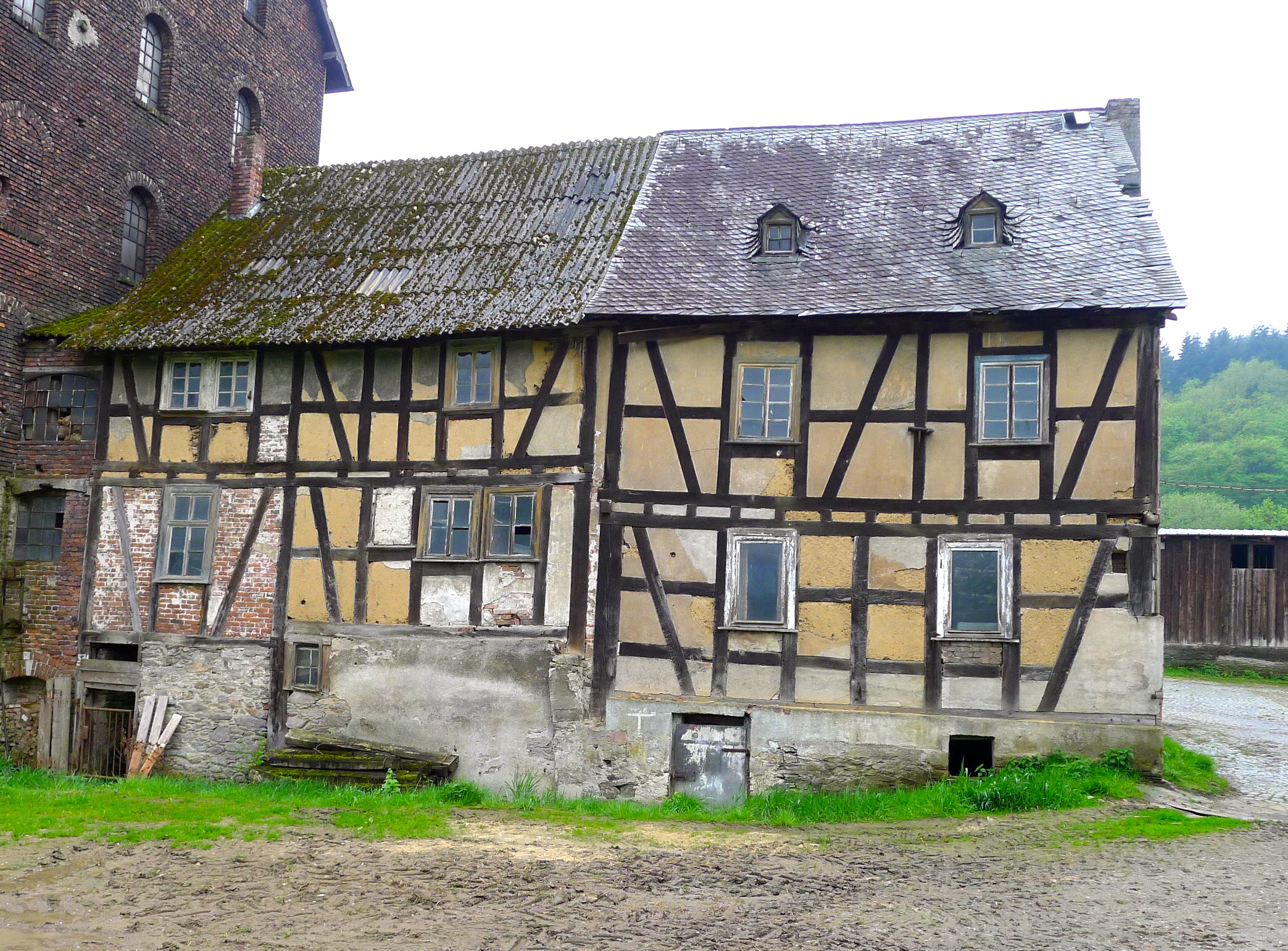
Wohnhäuser aus dem Jahr 1787 (links) und 1819 (rechts)

Die Marxmühle ist eine ehemalige, mit Wasser betriebene Mehrzweckmühle. Sie liegt nordwestlich des Ortsteils Katzenfurt der Gemeinde Ehringshausen im Lahn-Dill-Kreis und steht unter Denkmalschutz.

## Geschichte
Die Mühle wurde erstmals 1657 als Schneidmühle erwähnt. Wann sie erbaut wurde, ist nicht bekannt. Sie wurde über ein oberschlächtiges Mühlrad betrieben, dem Wasser aus der Dill mittels eines Mühlgrabens zugeführt wurde und stand im Eigentum der Grafen zu Solms-Greifenstein bzw. später Solms-Braunfels. Die jeweiligen Müller waren Erbpächter. Um 1660 wurde an die Schneidmühle eine Mahlmühle angebaut. Später, um 1697, kam noch eine Papiermühle und 1719 eine Schlagmühle (Ölmühle) hinzu. Die verschiedenen Gewerbezweige wurden teilweise nebeneinander betrieben. Um 1744 ist dann noch von einer Walkmühle die Rede, die für die im benachbarten Ortsteil Daubhausen 1685 angesiedelten französischen Hugenotten arbeitete. Um 1850 übertrug Fürst Ferdinand zu Solms-Braunfels das Eigentum an dem gesamten Mühlenanwesen gegen Zahlung einer Ablösesumme auf den damaligen Erbpächter Johannes Leonard. Leonard verkaufte sie später an Johann Müller weiter, der sie dann 1883 an die Gebrüder Ludwig (Louis) Marx und August Marx veräußerte. Die Gebr. Marx rissen die Schneidmühle ab und bauten eine neue Mahlmühle, die sie von 1884 an betrieben. Der Mahlbetrieb wurde 1910 eingestellt und die Mühle zu einer Presshefe- und Spiritusfabrik umgebaut, die am 1. April 1911 ihren Betrieb aufnahm und bis 1921 bestand. Nach 1921 wurde eine weitere Lagerhalle errichtet und die Wasserkraft des Mühlgrabens von da an zur Stromerzeugung genutzt. Ab 1. Oktober 1925 stellte August Marx auf dem Anwesen Holzwolle her. Während des Zweiten Weltkrieges wurden in Teilen der Mühlengebäude Schweißarbeiten für die Fa. Haas & Sohn in Sinn ausgeführt. Nach dem Krieg betrieb ein Samuel Schuster hier bis Anfang der 1950er Jahre eine mechanische Weberei. Heute beherbergt das Mühlenanwesen einen landwirtschaftlichen Betrieb.

## Beschreibung und Ausstattung
Die Gebäude des Mühlenanwesens sind um einen Hof gruppiert. Während der Erbpachtzeit der Mühlenfamilie Dorlas (1756–1850) entstanden die ältesten heute noch vorhandenen Gebäude. Es handelt sich um zwei aneinander gebaute traufständige Wohnhäuser auf ausgebauten Kellern. Die nach der Dillseite ausgerichteten freiliegenden Fachwerke sind datiert: MD 1787 (MD = Martin Dorlas) und HCDI 1815 (HCD = Heinrich Christian Dorlas). Das sich anschließende Speichergebäude wurde 1884 errichtet. Der teilweise verputzte Ziegelbau ist durch eine regelmäßige Anordnung rundbogiger Fenster charakterisiert. Das Speichergebäude ist mit dem benachbarten Lagergebäude baulich verbunden.
Im Jahr 1917 entstand ein Lagerhaus, ein Jahr später ein Brennereigebäude auf dem Gelände. Den baulichen Abschluss der Anlage bildet das 1915 erbaute Wohnhaus mit einem Mansarddach. Hinter dem Wohnhaus befinden sich die Anlagen der Presshefe- und Spiritusfabrik mit einem erhaltenen Schornstein.